# تشارلز فرنسيس هورن
تشارلز فرنسيس هورن (بالإنجليزية: Charles Francis Horne)‏ هو كاتب سير ومؤرخ أمريكي، ولد في 12 يناير 1870، وتوفي في 13 سبتمبر 1942.